# Josette de Rechange
Josette de Rechange est une bande dessinée de l'auteur Charlie Schlingo, parue initialement dans Charlie Hebdo en deux parties et éditée en album en 1981 aux Éditions Albin Michel dans la collection « Le Square ».

## Histoire
La première partie de Josette de Rechange parait de 1979 à 1980 dans l'hebdo, et la suite en 1981. La fin du deuxième chapitre parait dans l'album Desiré Gogueneau est un vilain.

## Synopsis
Josette a 15 ans, elle tombe amoureuse d'un canasson et veut partir avec lui, mais son patron ne veut pas qu'elle parte, alors elle s'enfuit. Le patron voulant la retrouver, il envoie sur ses traces le terrible Kokkot dunougat et un mercenaire.

## Personnage
- Josette de rechange : elle est folle du canasson, mais à chaque fois quelle essaye d'être heureuse, il y a un imprévu, par exemple dans sa vie amoureuse.
- Le Canasson : il peut paraitre gentil et doux, mais si on regarde bien, c'est un vrai salopard et un poltron.
- Kokkot Dunougat : il est chargé de ramener Josette.
- Le patron : il lui fait repeindre ses chaussettes.

## Album
- Josette de Rechange, Paris, Éditions Albin Michel, coll. « Le Square », 1981, 80 p. (ISBN 2-226-01234-6)
- Josette de Rechange, Paris, L'Association, coll. « Hors Collection », 2009, 36 p. (ISBN 978-2-84414-297-9)
- Désiré Gogueneau est un vilain, 1982

## Autre
Josette de Rechange est l'un des personnages principaux de Je voudrais me suicider, mais j'ai pas le temps, la biographie en bande dessinée de Charlie Schlingo réalisée par Florence Cestac et Jean Teulé : les auteurs ont utilisé le personnage pour figurer l'une des compagnes de Schlingo, qui les avait menacés d'un procès si elle était représentée dans l'ouvrage.

### Documentation
- José-Louis Bocquet, « Le Guide des meilleurs albums : Josette de rechange », dans Jean-Luc Fromental (dir.), L’Année de la bande dessinée 81/82, Paris, Temps Futurs, 1982, p. 47.
- Vincent Brunner, « Charle Schlingo : Josette de rechange », Les Inrocks2 - hors série,‎ janvier 2019, p. 55